# Gare de Waterford Plunkett
La gare de Waterford Plunkett (en anglais: Waterford Plunkett railway station; en irlandais: Phort Láirge Stáisiún Phluincéid) est la gare ferroviaire de Waterford dans le comté de Waterford en Irlande.

## Histoire
La station est ouverte le 26 août 1864.

## Service des voyageurs

### Intermodalité

Installations de la gare
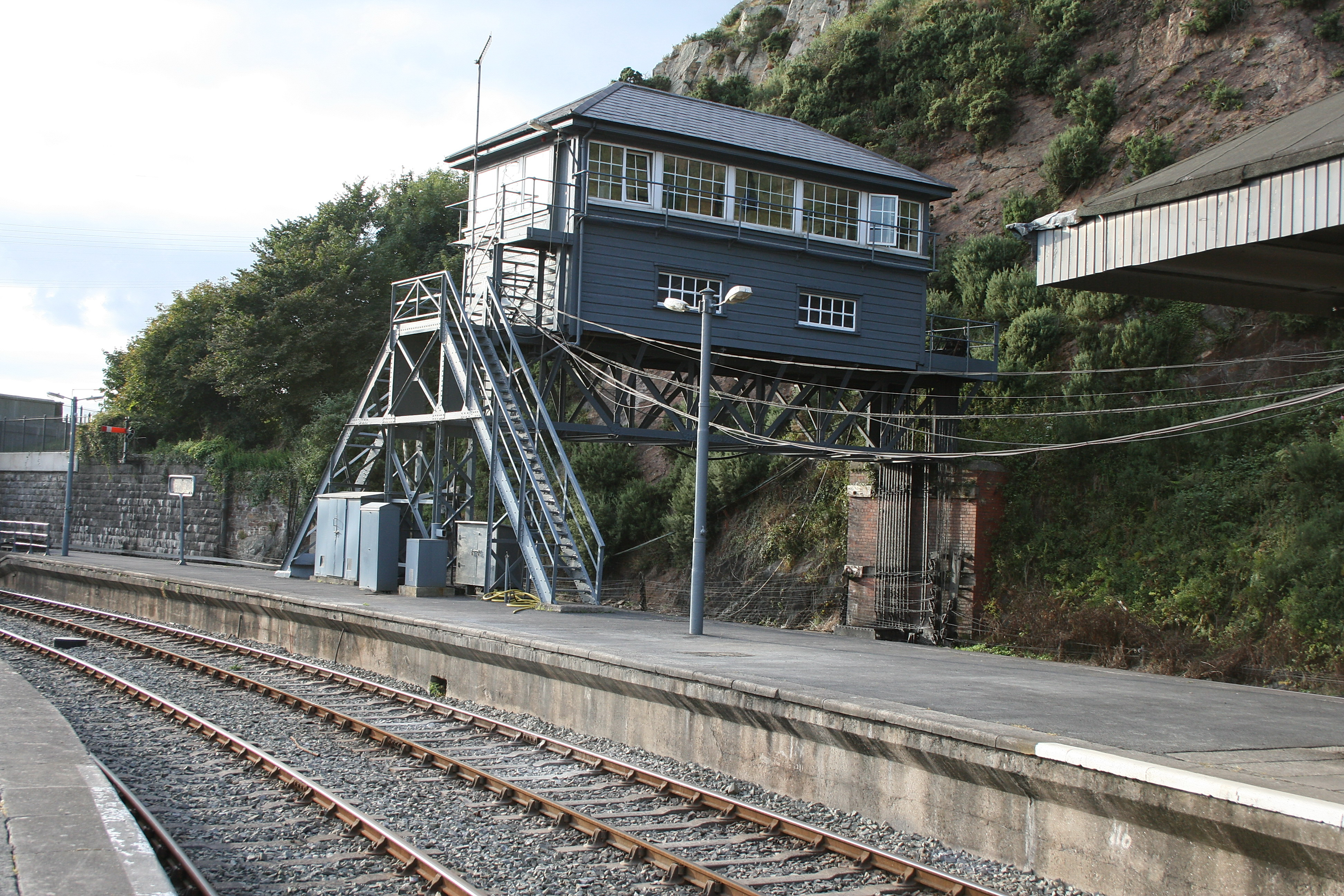
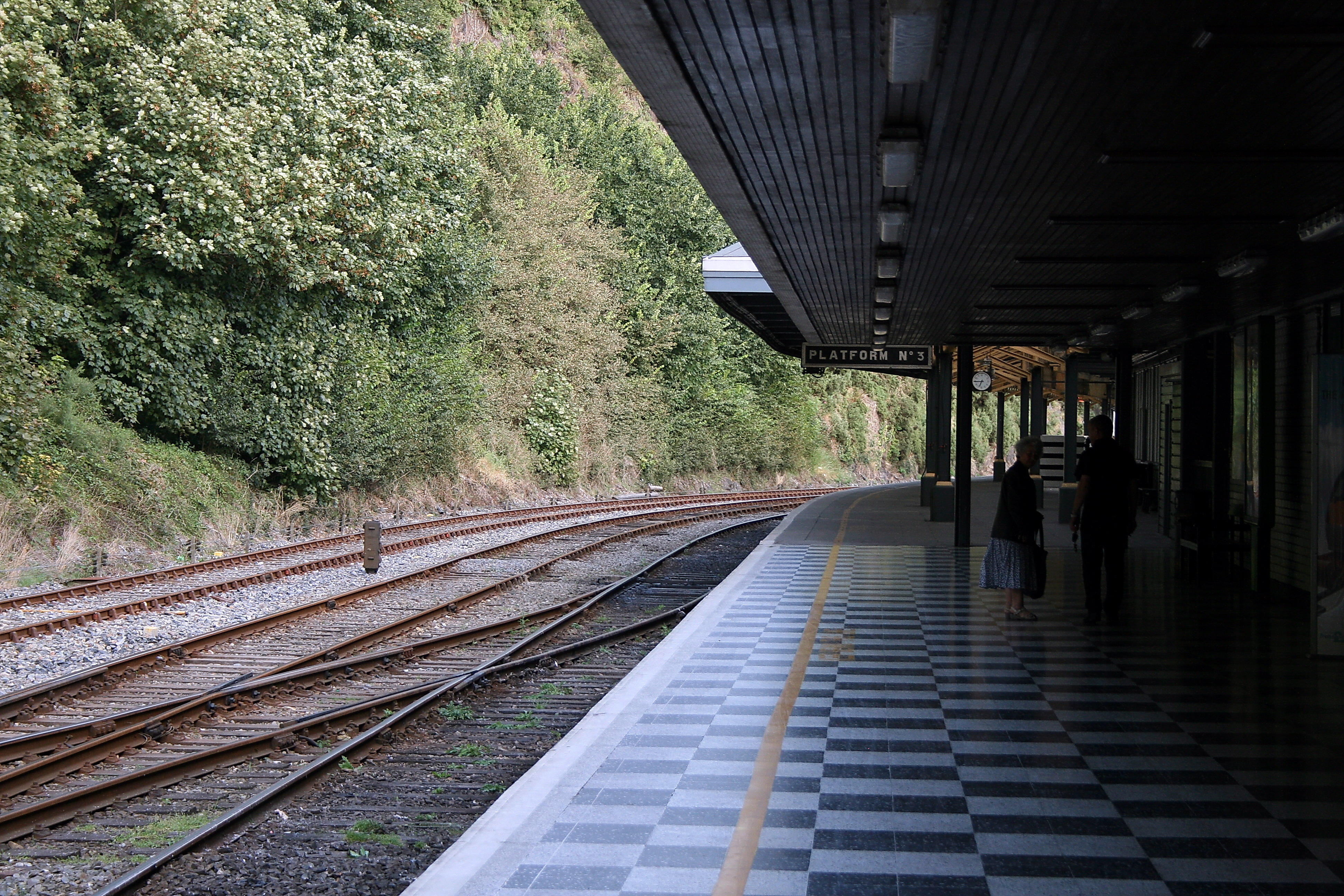
Vue direction est.
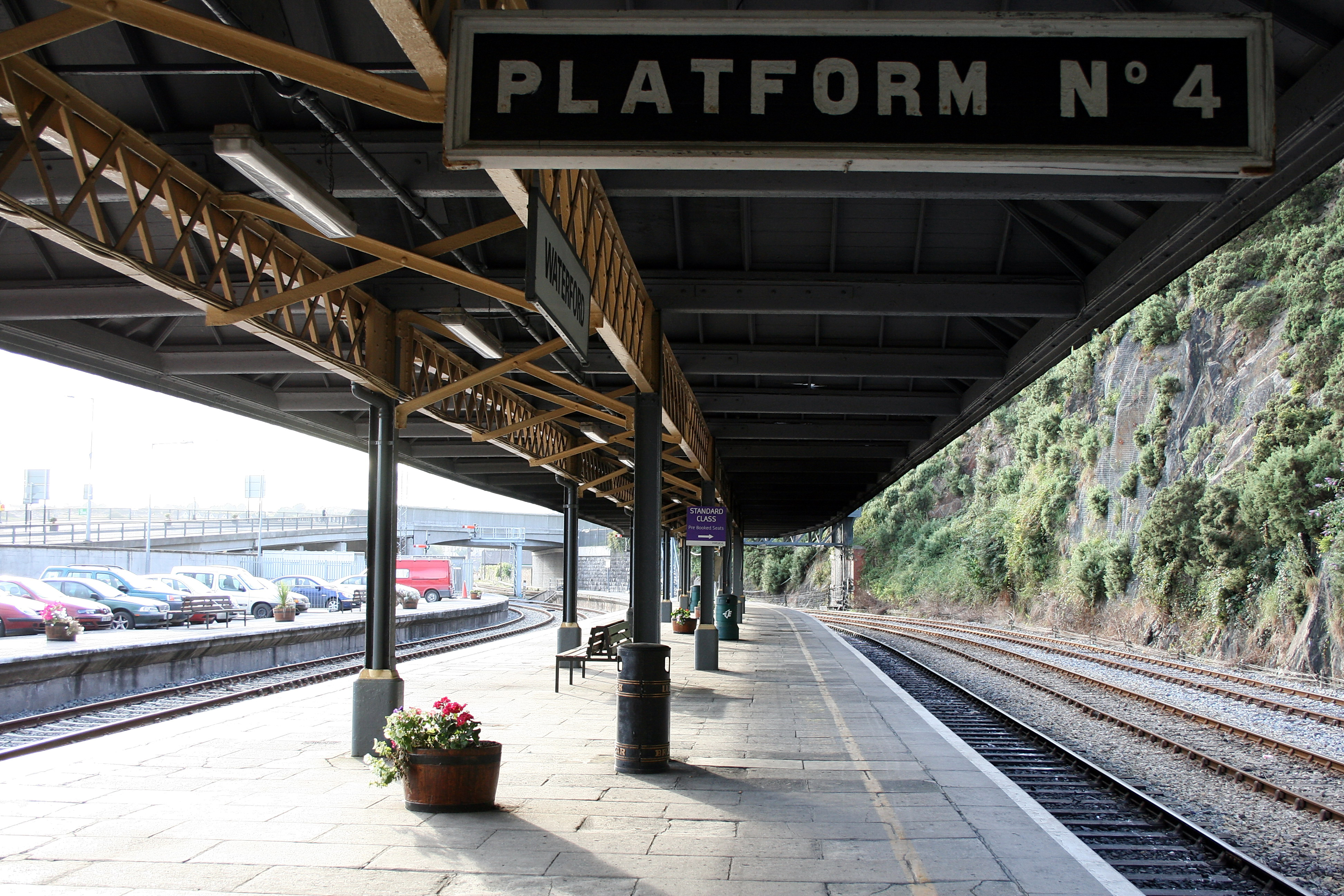
Vue direction ouest.